# Mallochohelea setigera
Mallochohelea setigera är en tvåvingeart som först beskrevs av Friedrich Hermann Loew 1864.  Mallochohelea setigera ingår i släktet Mallochohelea och familjen svidknott. Inga underarter finns listade i Catalogue of Life.